# Biserica „Adormirea Maicii Domnului” din Livezile

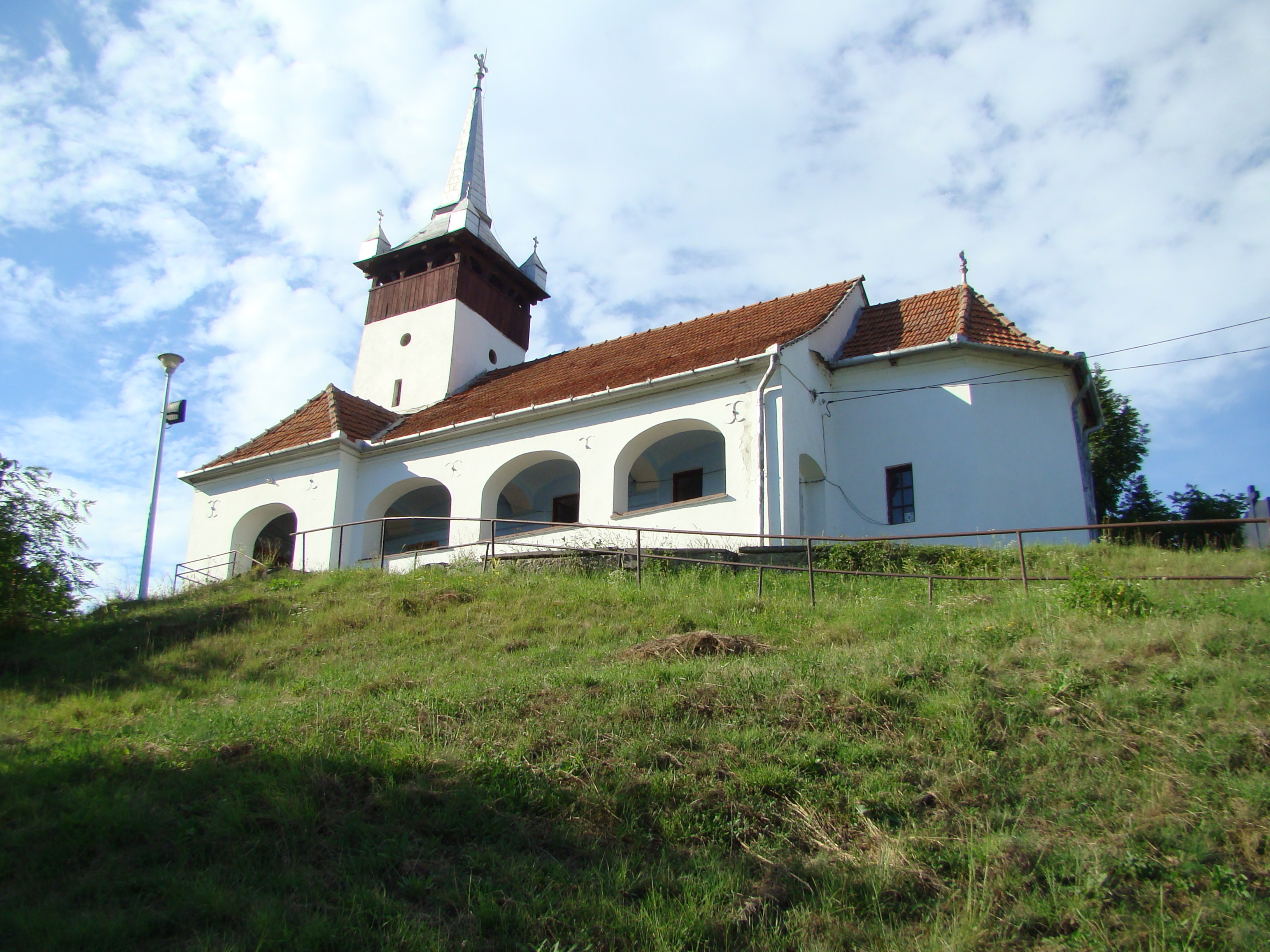
Biserica „Adormirea Maicii Domnului” din Livezile, județul Alba, foto: iulie 2017.

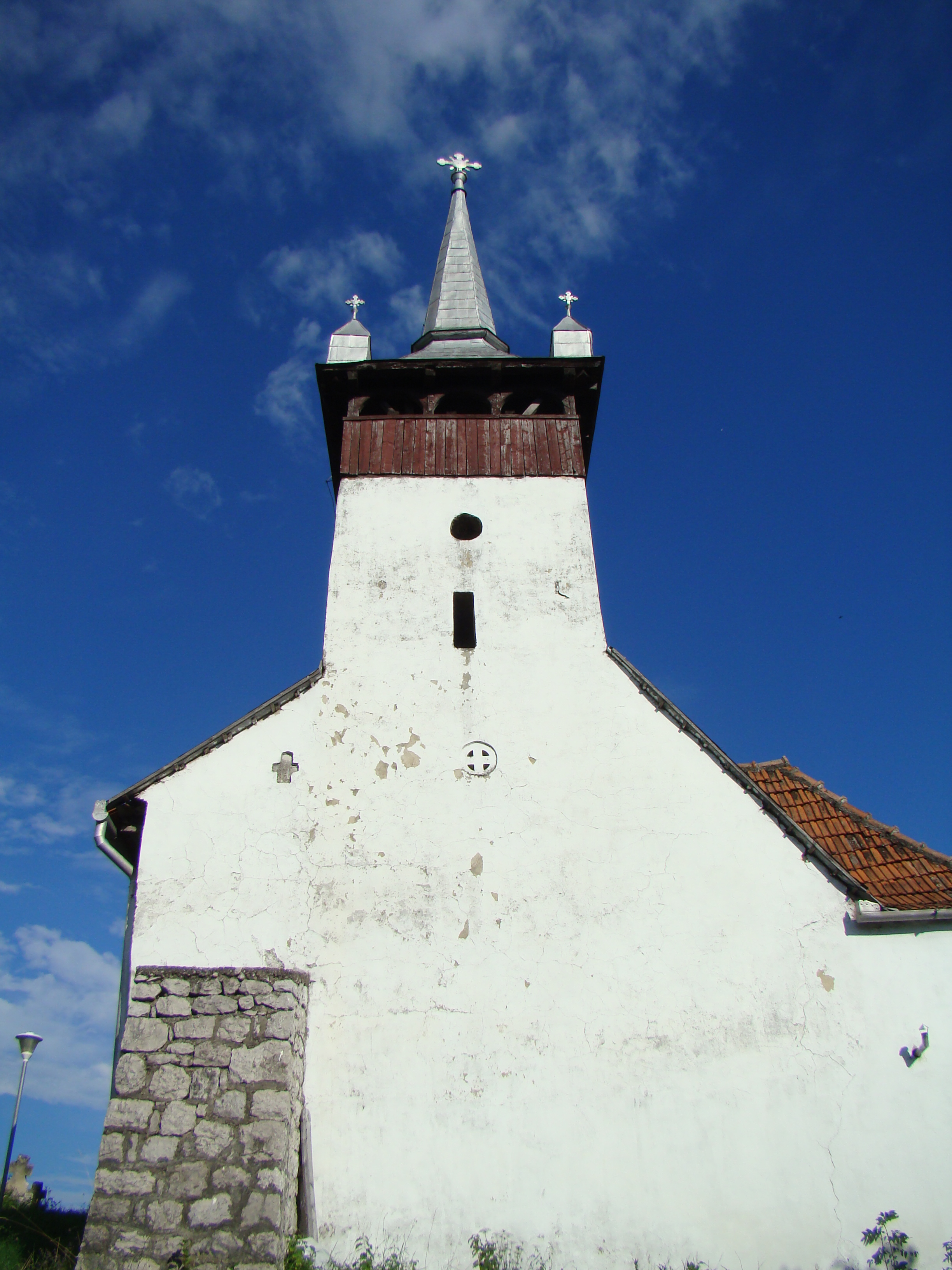
Biserica (vest)

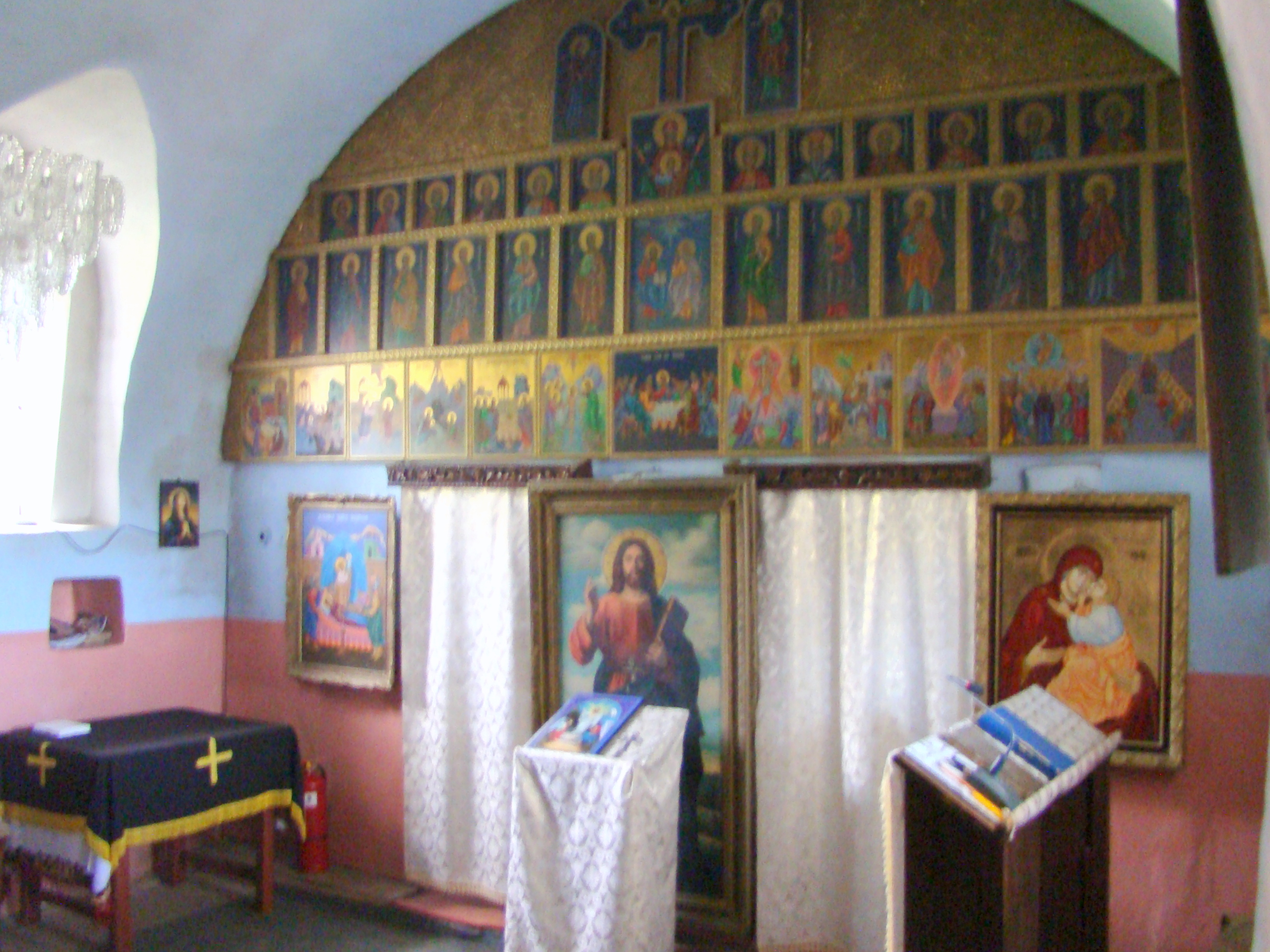
Iconostasul

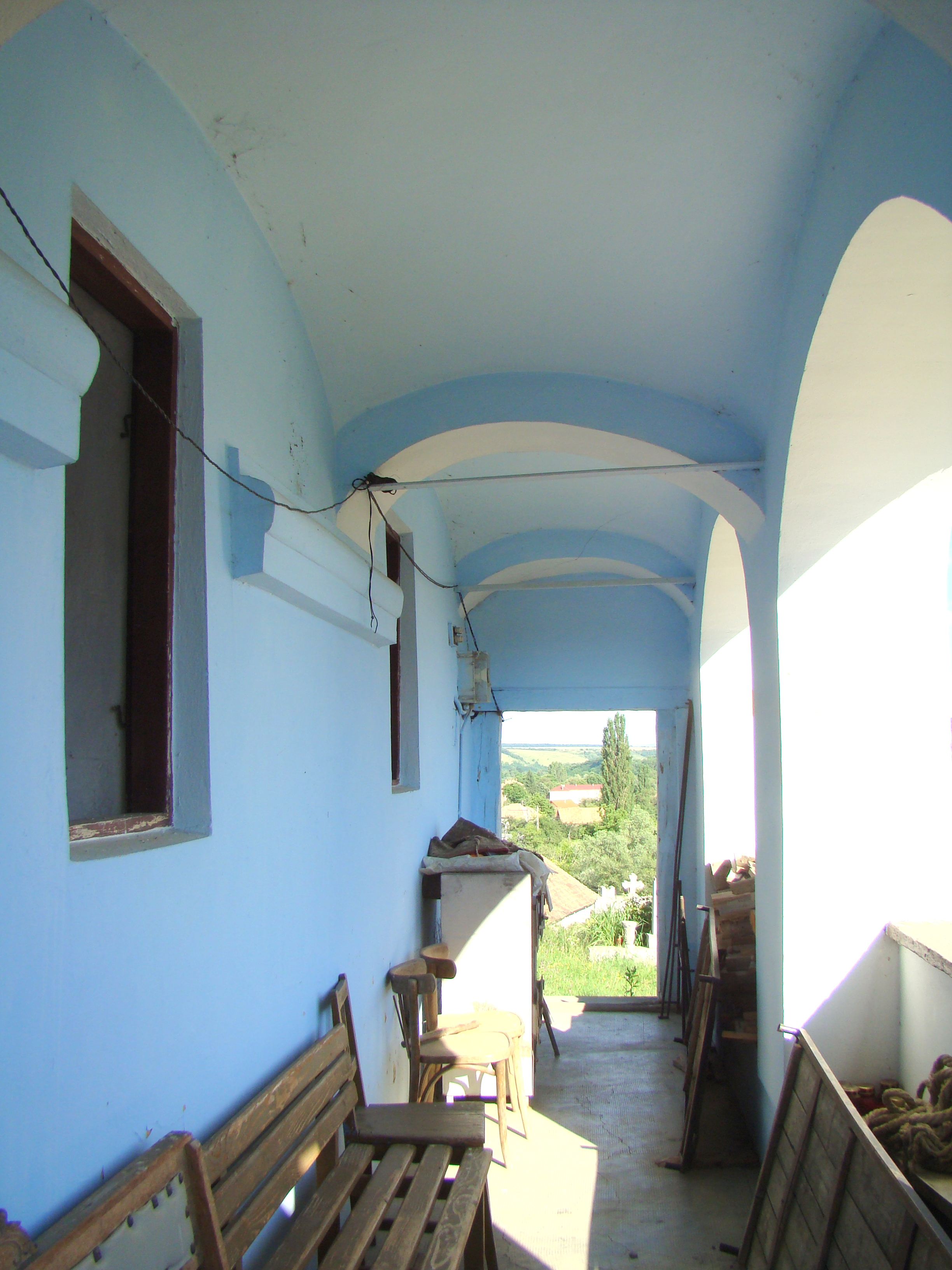
Pridvorul de pe latura sudică

Biserica „Adormirea Maicii Domnului” din Livezile, județul Alba, datează din anul 1611.. Biserica se află pe noua listă a monumentelor istorice sub codul LMI 2015:  AB-II-m-A-00244.

## Istoric și trăsături
Prima datare poate fi stabilită în secolul al XVI-lea, de-a lungul timpului biserica suferind distrugeri și modificări. La 1848, lăcașul de cult a fost incendiat, ulterior fiindu-i adăugat pridvorul cu arcade. Este un monument original, caracterizat prin masivitate, sobrietate și bogăție ornamentală, caracteristice renascentismului transilvănean. 
Ușa care desparte pronaosul de naos, poate fi datată conform inscripției prezente: „1765, această sfântă ușă o au făcut, cu toată cheltuiala Man Macarie, o au zugrăvit Man Sântion, de pomană”. 
Interiorul bisericii nu este împodobit, dar nu este exclusă existența unui strat de pictură mai veche, prezența unor meșteri zugravi fiind dovedită documentar: Man Sântion era din Livezile, iar Man Gheorghe, fiul lui Iacov din Rășinari, a locuit aici peste două decenii.
.

## Imagini din exterior

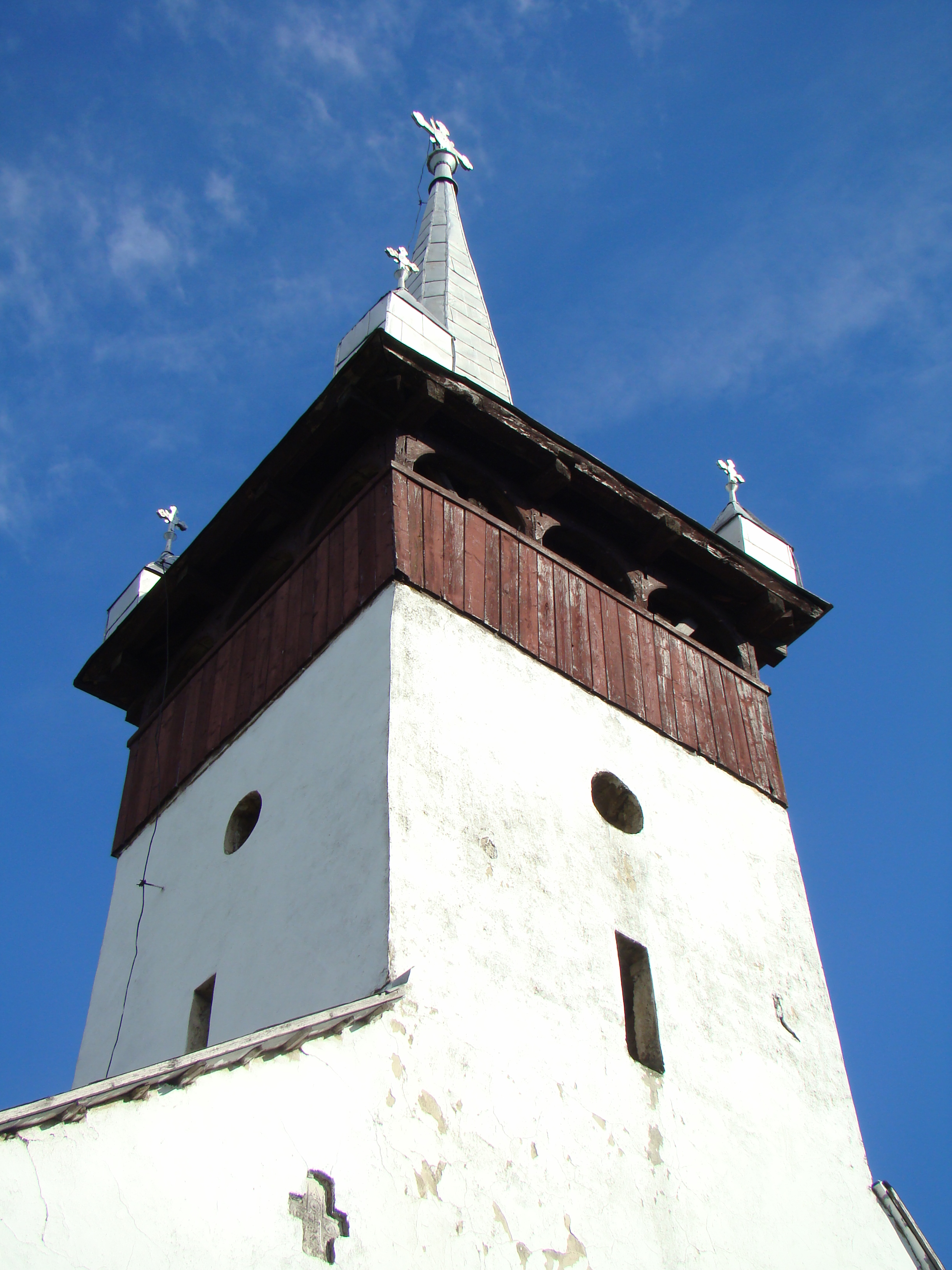
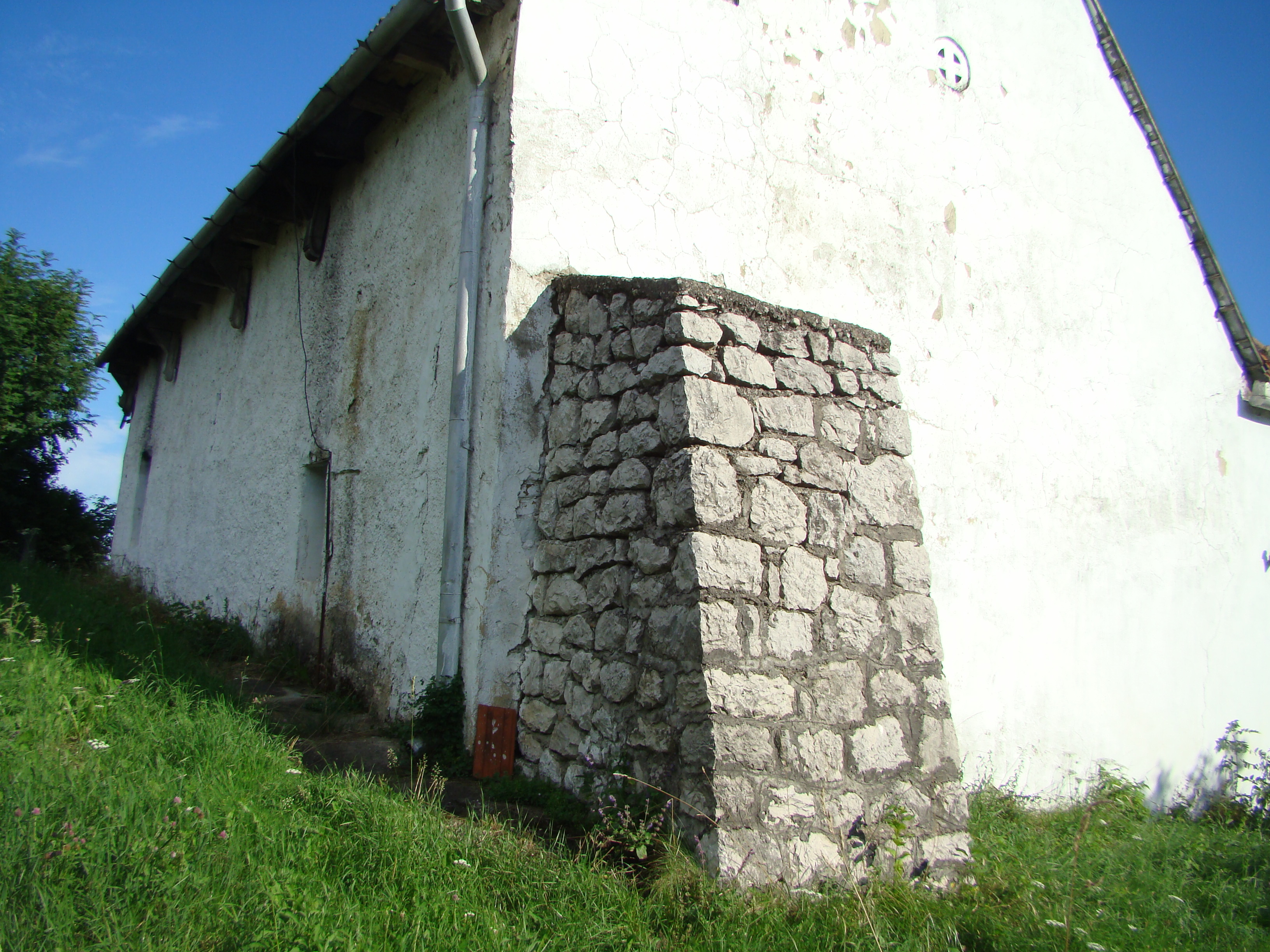
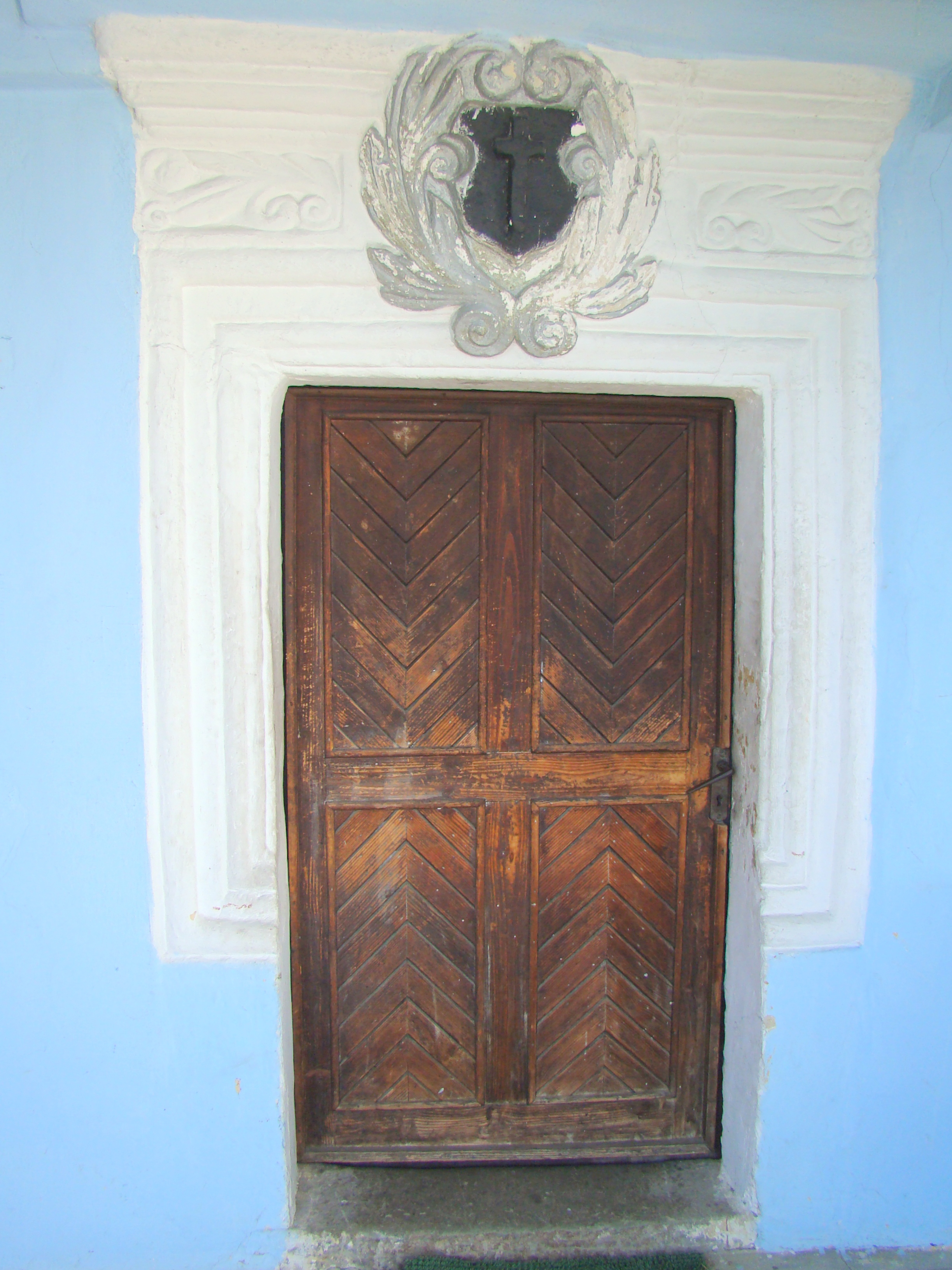
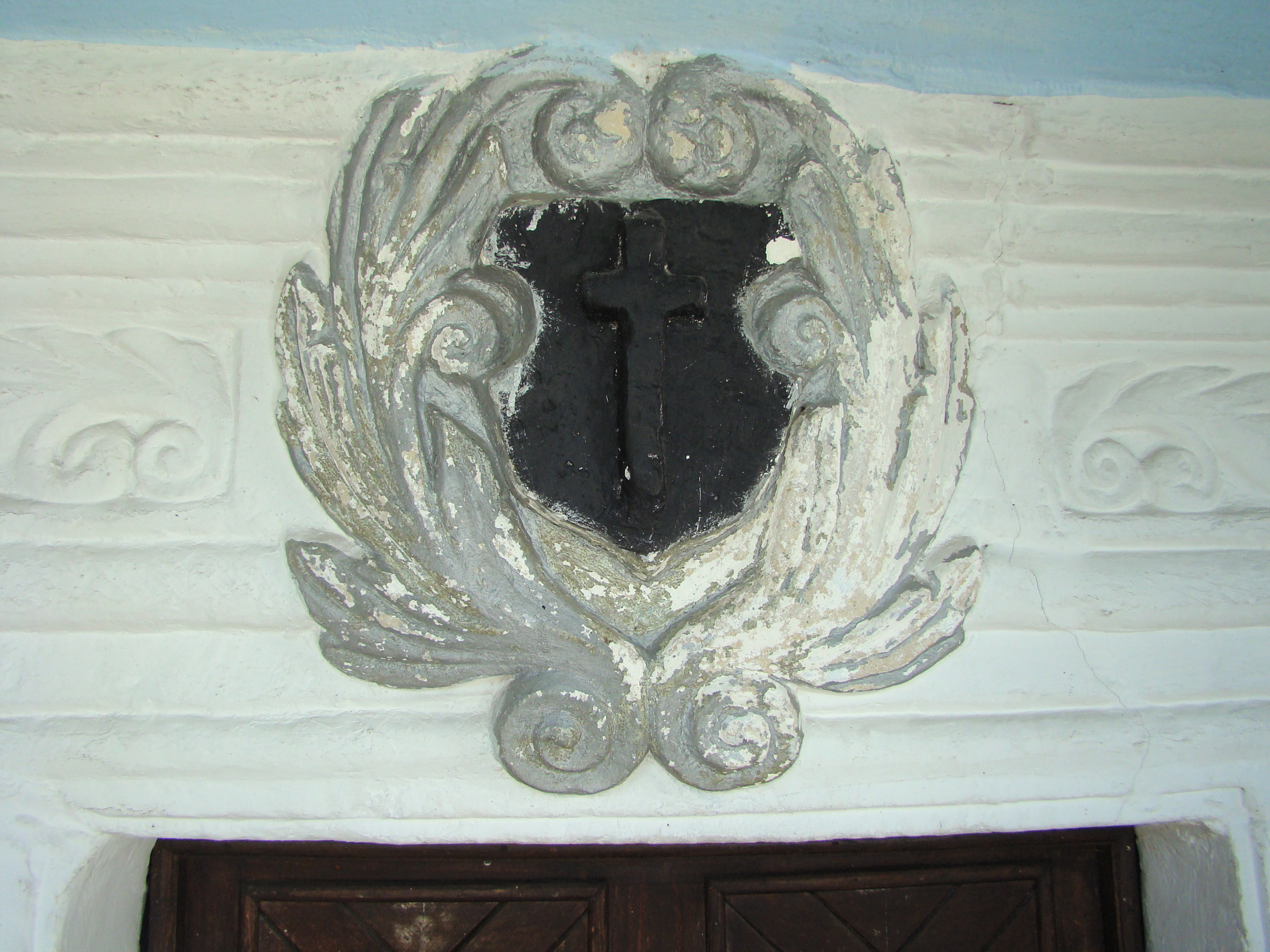